# Leopardus pardinoides
Leopardus pardinoides is een zoogdier uit de familie van de katachtigen (Felidae). De wetenschappelijke naam van de soort werd voor het eerst geldig gepubliceerd door John Edward Gray in 1867. De soort werd in 2024 afgesplitst van de tijgerkat (Leopardus tigrinus).

## Voorkomen
De soort komt voor in Costa Rica, Panama en de Andes van Bolivia, Colombia, Ecuador, Peru en Venezuela.